# Terremoto de 1033 no Vale do Rift da Jordânia

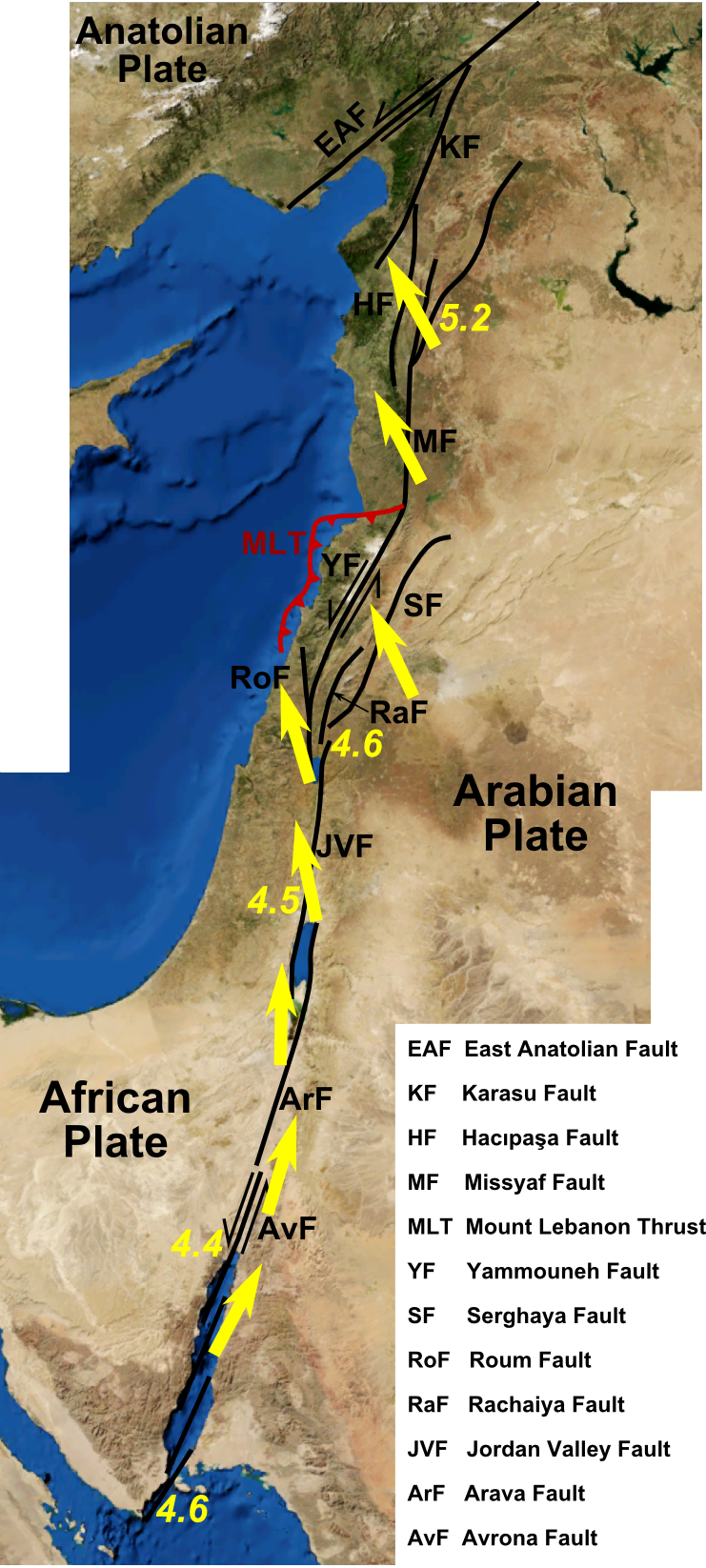
A Falha do Vale do Jordão (abreviada JVF) foi a fonte dos grandes terremotos de 31 a.C., 346 d.C., 749 d.C. e 1033 d.C.

Um terremoto atingiu o Vale do Rift do Jordão em 5 de dezembro de 1033 e causou extrema devastação na região do Levante. Foi parte de uma sequência de quatro fortes terremotos na região entre 1033 d.C. e 1035 d.C. Estudiosos estimaram a magnitude do momento em ser maior que 7,0 Mw. Ele desencadeou um tsunami ao longo da costa dos atuais Israel e Palestina, causando danos e mortes. Pelo menos 70 mil pessoas morreram no desastre.

## Terremoto
Acredita-se que o terremoto tenha rompido todo o segmento da Falha do Vale do Jordão, com base em relatos de danos pesados relatados do Mar Morto ao Mar da Galileia. O registro histórico também mostrou que o padrão de danos foi semelhante a outro terremoto em 749 d.C.

## Devastação
Danos pesados foram relatados em uma tendência norte-sul por 190 km do Mar Morto ao Mar da Galileia. Um terço da cidade de Ramla foi destruída. Metade de Nablus foi destruída e 300 moradores morreram. A paisagem ao redor da cidade também foi devastada. O Acre sofreu grandes danos e um alto número de mortos. As cidades de Nablus, Baniyas e Jericó também sofreram a maior destruição. Um deslizamento de terra soterrou al-Badan, uma aldeia, matando todos os seus moradores e gado. Deslizamentos de terra também destruíram outras aldeias e mataram a maior parte de sua população. Banias foi parcialmente destruída. Na Síria, aldeias inteiras foram "engolidas" pela terra, causando mortes. Em Gaza, uma mesquita e os minaretes ao redor desabaram. Um farol na cidade sofreu grandes danos. Relatos de danos graves também vieram de Ashkelon. Danos foram relatados tão longe quanto o Egito. Sahil A. Alsinawi e outros relataram um número de mortos de 70 000.
As muralhas da cidade de Jerusalém desmoronaram e muitas igrejas foram danificadas. Uma parede do Monte do Templo e do mihrab Daud, localizada perto do Portão de Jaffa ou do Monte do Templo desmoronou. Os danos em Jerusalém resultaram no califa fatímida Al-Zahir li-i'zaz Din Allah estabelecendo grandes projetos de restauração que duraram de 1034 d.C. a 1038 d.C. Acredita-se que seja o maior projeto de restauração da história da cidade. O Domo da Rocha foi reforçado com vigas de madeira para fortalecer a estrutura. Vigas de madeira e mosaicos foram adicionados à Mesquita al-Aqsa. Os estábulos de Salomão e a Mesquita al-Aqsa estavam entre as estruturas que passaram por restauração.
O Palácio de Hisham foi destruído. Pensava-se anteriormente que o palácio foi destruído durante o terremoto de 749 d.C., mas a intensidade relativamente baixa (VII) sugere que não foi o terremoto responsável. Estudos acadêmicos observaram alinhamentos de fratura no chão da ruína. Evidências de falhas de colunas e paredes estavam presentes. Falhas geológicas também foram encontradas na área escavada, as ruínas exibiram até 10 cm de falha lateral esquerda. Restos humanos descobertos sob os escombros de um arco colapsado foram possivelmente causados pelo terremoto. A intensidade de Mercalli modificada no palácio foi atribuída IX-X. É possível que o local do palácio tenha sido abandonado após o terremoto e ocupado algum tempo depois.
Um tsunami atingiu a cidade costeira de Acre, Israel. Foi relatado que o porto da cidade ficou seco por uma hora, e uma grande onda chegou. Ondas também foram relatadas ao longo da costa do Líbano. O sismólogo grego Nicholas Ambraseys relatou que o tsunami não causou danos ou vítimas, mas acredita-se que isso seja uma confusão com o terremoto de 1068. Destruição foi relatada no Acre devido ao tsunami. As pessoas que vasculharam o fundo do mar exposto se afogaram quando as ondas chegaram. Choques adicionais em abril ou maio de 1035 d.C. causaram mais danos e podem estar associados a tsunamis.

## Ameaça
O evento de 1033 d.C. foi o último terremoto conhecido na Falha do Vale do Jordão. Dado que a taxa de deslizamento estimada é de 4,9 ± 0,2 mm / ano, aproximadamente 5 m de deslizamento potencial foram acumulados. Estima-se que 3,5-5 m de deslizamento poderiam ser produzidos durante um futuro terremoto ao longo de uma área de falha de 110 km × 20 km. Tal evento sugeriria um terremoto de Mw 7,4, representando uma grande ameaça sísmica para a região.